# Vagrien
|  | Wagrien er også navn på et krigsskib, der deltog i Slaget på Reden. |
Vagrien er et område i det nordlige Tyskland, beliggende i det østlige Holsten.
Vagrien (Waierland) ligger mellem Kielerfjorden og Lübeckbugten og er således en meget bred halvø ud i Østersøen. Vagrien afgrænses mod vest af en linje fra Kielerfjorden langs floden Schwentine forbi Plöner See og til floden Trave, der danner sydgrænsen. Vagriens hovedfærdselsåre er Fugleflugtslinjen.
Navnet Vagrien er afledt af navnet på den slaviske stamme vagrierne, der boede i området fra 900-tallet. Vagriernes centrale borg stod i Oldenburg in Holstein. Vagrien erobredes af grev Adolf II af Holsten, der 1143 fik det i forlening. Vagrien regnedes derefter som en del af grevskabet Holsten, senere hertugdømmet Holsten. Kaldes til tider for Østholsten.
54°15′N 10°30′Ø / 54.25°N 10.5°Ø